# Stand Up Speak Up
Stand Up Speak Up er en kampagne i Europa, som blev startet i januar 2005 af den franske fodboldspiller Thierry Henry. Kampagnen fulgte i kølvandet på en stigning i racismesager i europæisk fodbold. Sammen med Nike og flere europæiske topspillere, protesterede han mod dette problem, ved at opfordre fodboldfans til at sige fra overfor racisme.

## Ekstern henvisning
- Stand Up Speak Ups hjemmeside (engelsk)

| Fodbold | Spire Denne artikel om fodbold er en spire som bør udbygges. Du er velkommen til at hjælpe Wikipedia ved at udvide den. |